# Bernard Housset
Pour les articles homonymes, voir Housset (homonymie).
Bernard Housset, né le 1er juin 1940 à Saint-Jean-Pied-de-Port dans les Pyrénées-Atlantiques, est un prélat catholique français, évêque émérite de La Rochelle et Saintes depuis 2016.

## Biographie

### Formation
Entré au Grand séminaire de Bayonne, Bernard Housset a complété sa formation à l'Institut catholique de Toulouse où il a obtenu une licence de théologie.
Il a été ordonné prêtre le 29 juin 1965 pour le diocèse de Bayonne.

### Principaux ministères
Après un premier ministère paroissial à Bayonne, il a une première expérience comme formateur en étant pendant deux ans directeur au grand séminaire de Bayonne.
Il cumule ensuite un nouveau ministère paroissial à Pau avec d'autres responsabilités pastorales : aumônier des écoles normales de Pau, aumônier diocésain de l'Action catholique des milieux indépendants (ACI), aumônier diocésain de la pastorale familiale ou encore aumônier diocésain des Scouts de France. Il suit alors le père François Varillon, dont il recueille et met en forme les conférences. Leur publication en 1981 sous le titre Joie de croire, joie de vivre connaît un grand succès.
En 1982, il est nommé à un poste à l'échelle de l'Église de France comme secrétaire national de la Pastorale familiale, puis en 1987 comme secrétaire général adjoint de l'épiscopat pour l'apostolat des laïcs.
En 1993, il revient dans son diocèse comme curé à Pau.
Nommé évêque de Montauban le 17 mai 1996, il a été consacré le 15 septembre 1996. Il a été nommé évêque de La Rochelle le 28 novembre 2006.
Au sein de la Conférence des évêques de France, il préside le Conseil pour la solidarité.
Le 9 mars 2016, le pape François accepte sa démission pour limite d'âge et nomme Georges Colomb pour lui succéder.
Il devient par la suite administrateur de la paroisse de Saint-Aigulin.

## Écrits
- 1981 : Joie de croire, Joie de vivre, Conférences de François Varillon recueillies par Bernard Housset, préface de René Rémond, Centurion
- 2012 : L’Estime de Dieu, Salvator